# К Руфу, о его неблагодарности
«К Руфу, о его неблагодарности» — условное название стихотворения римского поэта Гая Валерия Катулла, включённого в состав посмертного сборника («Книги Катулла Веронского») под номером 77. Автор здесь обвиняет в предательстве некоего Руфа, которого считал своим другом.
Адресат стихотворения может быть отождествлён с Марком Целием Руфом — ещё одним любовником Лесбии (правда, соперничество в любви здесь не упоминается). Возможно, этому Руфу адресовано и стихотворение № 73 («О неблагодарном»).